# Vovin
Albums de Therion
A'arab Zaraq - Lucid Dreaming
(1997) Crowning of Atlantis
(1999)
Vovin est le septième album du groupe suédois de death metal symphonique Therion, publié le 4 mai 1998 par Nuclear Blast.

## Liste des chansons
Toutes les chansons sont écrites et composées par Christoffer Johnsson.
| No  | Titre                             | Durée |
| --- | --------------------------------- | ----- |
| 1.  | The Rise of Sodom and Gomorrah    | 6:45  |
| 2.  | Birth of Venus Illegitima         | 5:13  |
| 3.  | Wine of Aluqah                    | 5:02  |
| 4.  | Clavicula Nox                     | 8:47  |
| 5.  | The Wild Hunt                     | 3:47  |
| 6.  | Eye of Shiva                      | 6:17  |
| 7.  | Black Sun                         | 5:08  |
| 8.  | Draconian Trilogy: The Opening    | 1:28  |
| 9.  | Draconian Trilogy: Morning Star   | 3:34  |
| 10. | Draconian Trilogy: Black Diamonds | 2:56  |
| 11. | Raven of Dispersion               | 5:57  |
| 12. | The King (reprise de Accept)      | 4:08  |